# Mikel Herzog
Mikel Herzog (* 16. April 1960 in Bergara, Gipuzkoa) ist ein baskischer Sänger.

## Leben und Wirken
In den 1980er Jahren war er Mitglied diverser Bands, darunter Ébano, Cadillac und La Década Prodigiosa. In den 1990er Jahren erschienen einige Solosingles von ihm. Er wurde durch die Rundfunkanstalt TVE ausgewählt, Spanien beim Eurovision Song Contest 1998 in Birmingham zu vertreten. Mit der Popballade ¿Qué voy a hacer sin ti? landete er auf Platz 16.
Von 2001 bis 2002 betätigte er sich als Gesangs-Coach bei der Castingshow Operación Triunfo, 2007 war er Jurymitglied bei der Vorentscheidungsshow Misión Eurovisión.